# 奥村昭博
奥村 昭博（おくむら あきひろ、1945年12月 - ）は、日本の経営学者。専門は、経営戦略・企業革新・アントレプレナー。学位は、商学修士（慶應義塾大学・1971年）、Master of Business Administration（ノースウェスタン大学・1975年）。静岡県立大学副学長・経営情報学部特任教授・大学院経営情報イノベーション研究科特任教授、慶應義塾大学名誉教授。
慶應義塾大学ビジネス・スクール助手、慶應義塾大学大学院経営管理研究科教授、ノースウェスタン大学ケロッグ経営大学院評議員、日本ベンチャー学会副会長、静岡県立大学経営情報学部教授、静岡県立大学大学院経営情報学研究科研究科長（第5代）、静岡県立大学大学院経営情報イノベーション研究科研究科長（初代）などを歴任した。

## 概要

### 生い立ち
岐阜県出身。岐阜県立岐阜北高等学校を経て、慶應義塾大学商学部を卒業後に渡米。ノースウェスタン大学ケロッグ経営大学院にてMBAを取得。慶應義塾大学大学院商学研究科後期博士課程を単位取得満期退学。

### 学究活動
慶應義塾大学に教員として採用されると、当初はビジネス・スクールにて助手を務める。その後、ビジネス・スクールが改組され大学院に経営管理研究科が設置されると、そこで助教授や教授を務めた。なお、経営管理研究科の下で附属ビジネス・スクールが新たに発足したが、そちらの助教授や教授も兼務した。のちに、静岡県立大学に転じ、経営情報学部経営情報学科にて教授に就任し、大学院経営情報学研究科経営情報学専攻の教授も兼務した。
なお、慶應義塾大学を退任する際に、名誉教授の称号を授与された。2008年12月より静岡県立大学の大学院にて経営情報学研究科の研究科長に就任した。2011年4月、静岡県立大学の大学院にて、新設された経営情報イノベーション研究科の研究科長に就任した。なお、既存の経営情報学研究科は、在籍する院生が修了予定の2012年3月までは存続するため、その間は双方の研究科長を兼務した。同年3月、経営情報学研究科の廃止にともない研究科長を退任した。また、同年中に経営情報イノベーション研究科の研究科長も退任することとなり、後任として松浦博が同年12月に就任することとなった。2014年3月、静岡県立大学の経営情報学部の教授を退任した。同年4月、静岡県立大学の経営情報学部にて特任教授に就任した。
本務以外の大学では講師などを経験しており、日本福祉大学ではマネジメントスクールの校長に就任している。また、静岡県立大学大学院に設置された地域経営研究センターでは、西村周三や安田隆二らとともにガバナンス会議委員を務めていた。ノースウェスタン大学ケロッグ経営大学院では評議会のメンバーとしても活動した。

### 公的活動
学会等の公職としては日本ベンチャー学会の副会長や日本組織学会の理事を歴任した。

## 研究
経営学の中でも経営戦略や企業革新（イノベーション）を専門に研究している。また、ベンチャービジネスやアントレプレナーといった起業家活動にも研究の目を向けている。専門分野に関する著書も多く、加護野忠男、野中郁次郎らとの共著も出版され、組織学会高宮賞を受賞。さらに、アメリカのビジネススクールへの留学経験を生かし、日本国外の研究書の翻訳にも力を注いでいる。

## 略歴
- 1945年 - 岐阜県にて誕生。
- 1969年 - 慶應義塾大学商学部卒業。
- 1975年 - ノースウェスタン大学経営大学院修了。
- 1975年 - 慶應義塾大学ビジネス・スクール助手。
- 1976年 - 慶應義塾大学大学院商学研究科博士課程満期退学。
- 1978年 - 慶應義塾大学大学院経営管理研究科助教授。
- 1978年 - 慶應義塾大学附属ビジネス・スクール助教授。
- 1988年 - 慶應義塾大学大学院経営管理研究科教授。
- 1988年 - 慶應義塾大学附属ビジネス・スクール教授。
- 2008年 - 慶應義塾大学退職。
- 2008年 - 静岡県立大学経営情報学部教授。
- 2008年 - 静岡県立大学大学院経営情報学研究科教授。
- 2008年 - 静岡県立大学大学院経営情報学研究科研究科長。
- 2008年 - 慶應義塾大学名誉教授。
- 2011年 - 静岡県立大学大学院経営情報イノベーション研究科教授。
- 2011年 - 静岡県立大学大学院経営情報イノベーション研究科研究科長。
- 2014年 - 静岡県立大学退職。
- 2014年 - 静岡県立大学経営情報学部特任教授。
- 2014年 - 静岡県立大学大学院経営情報イノベーション研究科特任教授。

## 著作

### 単著
- 奥村昭博著『日本のトップ・マネジメント――変貌する戦略・組織・リーダーシップ』ダイヤモンド社、1982年。
- 奥村昭博著『企業イノベーションへの挑戦――新企業家精神の創生』日本経済新聞社、1986年。ISBN 4532074665
- 奥村昭博著『経営戦略』日本経済新聞社、1989年。ISBN 4532015316

### 共著
- 石井淳蔵・奥村昭博・加護野忠男ほか著『経営戦略論』有斐閣、1985年。ISBN 4641064563
- 奥村昭博・加藤幹雄ほか著『多国籍企業と国際組織――グローバル機構と海外進出部隊』第一法規出版、1989年。ISBN 4474151151
- 奥村昭博・池尾恭一著『日経を読むための経営学の基礎知識』日本経済新聞社、1991年。ISBN 4532140323
- 石井淳蔵・奥村昭博・加護野忠男ほか著『経営戦略論』新版、有斐閣、1996年。ISBN 4641067724
- 奥村昭博ほか著『アントルプレナー創造――最新ベンチャー経営入門』生産性出版、2001年。ISBN 4820116983
- 奥村昭博・池尾恭一著『日経で学ぶ経営学の考え方』日本経済新聞社、2003年。ISBN 4532310830

### 寄稿
- 奥村昭博稿「戦略形成のプロセス」日本経済新聞社編『新しい企業理論の展開』日本経済新聞社、1987年。ISBN 4532074835
- 奥村昭博稿「日本企業のグローバル化戦略」今井賢一 (経営学者)研究代表者『イノベーションと企業者精神に関する研究』一橋大学、1988年。

### 共訳
- ホファー・シェンデル著、奥村昭博・榊原清則・野中郁次郎共訳『戦略策定――その理論と手法』千倉書房、1981年。ISBN 4805103965

### 監訳
- R・H・ウォータマン著『超優良企業は、革新する。』講談社、1989年。（奥村昭博監訳）。ISBN 4062039370
- V・オブライエン著、吉川明希訳『MBAの経営』日本経済新聞社、1996年。（奥村昭博監訳）。ISBN 4532145112
- ドーン・イアコブッチ編著、奥村昭博・岸本義之監訳『マーケティング戦略論――ノースウェスタン大学大学院ケロッグ・スクール』ダイヤモンド社、2001年。ISBN 4478501882
- デイビッド・ベサンコ・デイビッド・ドラノブ・マーク・シャンリー著、奥村昭博・大林厚臣監訳『戦略の経済学』ダイヤモンド社、2002年。ISBN 4478374201
- バージニア・オブライエン著、吉川明希訳『MBAの経営』日本経済新聞社、2003年。（奥村昭博監訳）。ISBN 4532191777

### 監修
- ルー・モブリー・ケイト・マキューン著、深谷順子・森泉淳訳、奥村昭博監修『IBMを超えて』講談社、1989年。ISBN 4061928899
- 奥村昭博監修、MBAキャリア研究所編著『たかがMBAされどMBA――ビジネス最前線11人の勇気ある仕事選び』産学社、2004年。ISBN 4782531095